# Jón Þorleifsson
Jón Þorleifsson, född 12 maj 1825, död 13 februari 1860, var en isländsk präst och författare.
Jón dimitterades från Reykjaviks skola 1851 och blev två år senare candidatus theologiae från prästskolan och var slutligen präst i Olafsvellir 1858–1860. Han var en lyrisk diktarnatur och efterlämnade en samling dikter, som präglas av livsvemod och tungt allvar, men flera av dem är ett naturligt uttryck för hans känslor. Han skrev även noveller, (Af Hverdagslivet, ofullbordad); som var några av de första isländska försöken på detta område. Hans dikter och bland annat den nämnda utgavs som Ljóðmæli (Köpenhamn 1868, med en kortfattad biografi).